# Trump c. États-Unis (2024)
 (juillet 2024).
La mise en forme du texte ne suit pas les recommandations de Wikipédia : il faut le « wikifier ».
Les points d'amélioration suivants sont les cas les plus fréquents. Le détail des points à revoir est peut-être précisé sur la page de discussion.
- Les titres sont pré-formatés par le logiciel. Ils ne sont ni en capitales, ni en gras.
- Le texte ne doit pas être écrit en capitales (les noms de famille non plus), ni en gras, ni en italique, ni en « petit »…
- Le gras n'est utilisé que pour surligner le titre de l'article dans l'introduction, une seule fois.
- L'italique est rarement utilisé : mots en langue étrangère, titres d'œuvres, noms de bateaux, etc.
- Les citations ne sont pas en italique mais en corps de texte normal. Elles sont entourées par des guillemets français : « et ».
- Les listes à puces sont à éviter, des paragraphes rédigés étant largement préférés. Les tableaux sont à réserver à la présentation de données structurées (résultats, etc.).
- Les appels de note de bas de page (petits chiffres en exposant, introduits par l'outil «  Source ») sont à placer entre la fin de phrase et le point final[comme ça].
- Les liens internes (vers d'autres articles de Wikipédia) sont à choisir avec parcimonie. Créez des liens vers des articles approfondissant le sujet. Les termes génériques sans rapport avec le sujet sont à éviter, ainsi que les répétitions de liens vers un même terme.
- Les liens externes sont à placer uniquement dans une section « Liens externes », à la fin de l'article. Ces liens sont à choisir avec parcimonie suivant les règles définies. Si un lien sert de source à l'article, son insertion dans le texte est à faire par les notes de bas de page.
- La présentation des références doit suivre les conventions bibliographiques. Il est recommandé d'utiliser les modèles {{Ouvrage}}, {{Chapitre}}, {{Article}}, {{Lien web}} et/ou {{Bibliographie}}. Le mode d'édition visuel peut mettre en forme automatiquement les références.
- Insérer une infobox (cadre d'informations à droite) n'est pas obligatoire pour parachever la mise en page.

Pour une aide détaillée, merci de consulter Aide:Wikification.
Si vous pensez que ces points ont été résolus, vous pouvez retirer ce bandeau et améliorer la mise en forme d'un autre article.
L'affaire Trump v. États-Unis, 603 US ___ (2024), est une décision historique, de la Cour suprême des États-Unis dans laquelle elle détermine que l'immunité présidentielle s'étend contre les poursuites pénales après la présidence, présumément à tous les actes officiels d'un président et qu'il a une immunité absolue pour les actes officiels relevant d'une autorité présidentielle exclusive que le Congrès ne peut pas réglementer, comme le pouvoir de grâce ou de veto. Cette affaire s'étend d'un procès fédéral en cours visant à déterminer si Donald Trump, président de l'époque, et d'autres se sont livrés à une ingérence électorale lors de l'élection présidentielle de 2020, y compris les événements survenus lors de l'assaut du Capitole américain du 6 janvier 2021. C'est la première fois qu'une affaire concernant des poursuites pénales pour des actes officiels présumés d'un président est portée devant la Cour suprême.
Le 1er juillet 2024, les juges de la Cour statuent dans une décision à 6 voix contre 3. Selon leurs positions idéologiques, Trump bénéficiait d'une immunité absolue pour les actes qu'il avait commis en tant que président dans le cadre de sa compétence constitutionnelle, d'une immunité présumée par les actes officiels dans le périmètre extérieur de ses responsabilités officielles, ainsi qu'aucune immunité pour les actes non-officiels,,. Toutefois, la décision, qui accorde également la même immunité à tous les présidents, y compris Joe Biden, refuse de se prononcer sur la portée de l'immunité pour certains des actes de Trump allégués dans l'acte d'accusation, annulant la décision de la Cour d'appel et renvoyant l'affaire à la Cour de district pour la suite de la procédure.

## Antécédents juridiques
La question de l'immunité présidentielle est précédemment abordée avec les cas de Richard Nixon et de Bill Clinton. La Cour suprême rend des décisions indiquant que le président américain, pour protéger la fonction, est immunisé pour les actes accomplis en cette qualité, excepté les « hauts crimes et délits » où il est jugé selon la procédure de l'impeachment.
Dans l'affaire Nixon c. Fitzgerald (1982), la Cour suprême statue que le président est à l'abri de poursuites civiles en dommages-intérêts en ce qui concerne ses actes officiels. La Cour précise dans sa décision dans l'affaire Clinton c. Jones (1997) que le président est responsable des dommages-intérêts civils pour les actes commis avant son accession à la présidence. En outre, les décisions de la Cour dans les affaires États-Unis c. Nixon (1974) et Trump c. Vance (2020) limitent le privilège du président dans le processus judiciaire : dans l'affaire Vance, le juge en chef John Roberts écrit que le président n'est pas « catégoriquement au-dessus du devoir commun de produire des preuves lorsqu'il est appelé dans une procédure pénale ».
Trois poursuites civiles distinctes, consolidées ensuite dans l'affaire Thompson v. Trump, contre Donald Trump, sont déposées par plusieurs membres du Congrès et policiers du Capitole visent à obtenir des dommages-intérêts pour ses actions lors de l'assaut du Capitole des États-Unis le 6 janvier 2021. Trump fait valoir son immunité présidentielle dans cette affaire. En février 2022, la juge Amit Mehta, de la Cour de district des États-Unis pour le district de Columbia rejette les demandes d'immunité de Trump, autorisant la poursuite des procès civils. La Cour d'appel pour le circuit du district du Columbia confirme l'avis de la juge Mehta dans une décision unanime en décembre 2023 : cependant, sa décision indique également que Trump peut discuter de la question de son immunité plus tard au cours du procès civil. Trump choisit de ne pas faire appel de cette décision devant la Cour suprême.

## Contexte
Donald Trump dès 2021 se déclare candidat pour l'élection présidentielle de 2024. Cependant, il est inculpé à quatre reprises au pénal avec 84 chefs d'accusations, une première pour un ancien président.
En mars 2022, le département de la justice ouvre une enquête sur les actions de Donald Trump, alors président en exercice, à la suite de l'élection présidentielle de novembre 2020 et lors de l'assaut du Capitole des États-Unis le 6 janvier 2021. Le procureur général Merrick Garland nomme Jack Smith conseiller juridique spécial chargé de superviser l'enquête sur Donald Trump en ce qui concerne à la fois les événements du 6 janvier et la gestion par Trump de documents classifiés après sa présidence (en). Sous l'égide de la juge fédérale Tanya S. Chutkan de la Cour fédérale du district de Columbia, un grand jury inculpe Trump de quatre chefs d'accusation qui sont rendus publics le 1er août 2023.
Les avocats de Trump demandent notamment le rejet des accusations déposées en octobre 2023, et ce, en raison de l'immunité présidentielle dont il bénéficie. L'avocat John Lauro (en) fait valoir que les allégations de Trump concernant des irrégularités électorales et des fraudes électorales sont des « efforts visant à garantir l'intégrité des élections », ce qui relève de la responsabilité du président. Selon Lauro, les tentatives de Trump de valider ses affirmations par l'intermédiaire du département de la Justice et le plan des faux électeurs (en) ne peuvent pas faire l'objet de poursuites pénales puisqu'il s'agit de « fonctions officielles » du président. Les procureurs fédéraux affirment toutefois que la Constitution et les précédents juridiques n'appuient pas les revendications de Trump en matière d'immunité présidentielle.

### Progression de l'affaire dans les cours inférieures
Le 1er décembre 2023, la juge Tanya Chutkan rejette les demandes d'immunité présidentielle de Donald Trump. Le 7 décembre, Trump fait appel de cette décision auprès de la Cour d'appel fédérale du district de Columbia, cherchant à suspendre l'affaire : le procureur cherche à contourner la Cour d'appel et demande directement à la Cour suprême de trancher la question de l'immunité présidentielle et l'invite à se prononcer rapidement. La Cour suprême, dans une ordonnance rendue le 22 décembre 2023, décide de ne pas se saisir de l'affaire et de la renvoyer à la Cour d'appel du district de Columbia pour qu'elle soit entendue jusqu'à son terme. Lors des plaidoiries, les avocats de Trump ont argué que le président a l'immunité contre toute poursuite criminelle, en imaginant l'hypothèse où il envoie la SEAL Team Six tuer un de ses opposants.
La Cour d'appel statue, le 6 février 2024, que Trump ne bénéficie pas de l'immunité présidentielle. Le panel de trois juges déclare, dans sa décision unanime, que l'intérêt public de tenir les présidents pour responsables « l'emporte sur les risques potentiels d'entraver l'action présidentielle » et que l'octroi de l'immunité présidentielle constitue un « pouvoir illimité de commettre des crimes ».

## Cour suprême des États-Unis
Le 12 février 2024, Trump demande à la Cour suprême des États-Unis de suspendre le procès concernant les allégations d'ingérence dans l'élection présidentielle de 2020 pendant qu'il cherche à obtenir une audience en banc auprès de la Cour d'appel du district de Columbia. En réponse, le procureur dépose son propre mémoire, le 14 février 2024, dans lequel il exhorte la Cour suprême à rejeter la demande de Trump et cite l'urgence de la prochaine élection présidentielle de 2024. Il demande également que si la Cour suprême se saisit de l'affaire, elle traite la requête de Trump comme une demande d'ordonnance de certiorari, ce qui permettrait d'accélérer le traitement de l'affaire.
Le 28 février 2024, la Cour suprême accepte d'entendre l'affaire, fixant ensuite les plaidoiries au 25 avril. Le Cour maintient également la suspension du procès jusqu'à ce que sa décision soit rendue.
Sur son réseau Truth Social, Trump réclame l'immunité présidentielle au motif que, sans elle, le prochain occupant du bureau ovale ne peut plus gouverner car paralysé en permanence par le risque de chantage, de guerre juridique ou d'obstruction de l'opposition, même après la fin de son mandat.

### Plaidoiries
Les plaidoiries ont lieu le 25 avril 2024. L'avocat de Trump, D. John Sauer, a fait valoir qu'en raison de l'immunité présidentielle, pour qu'un président soit accusé d'avoir vendu des secrets nucléaires à un adversaire étranger, d'avoir accepté un pot-de-vin, d'avoir ordonné à l'armée d'organiser un coup d'État pour conserver le pouvoir ou d'avoir ordonné un assassinat politique — si ces actes sont considérés comme des actes officiels —, le Congrès devrait d'abord réussir à le mettre en accusation et à le démettre de ses fonctions. L'avocat Michael Dreeben, qui représentait le conseiller juridique spécial, a fait valoir qu'il existait des garanties appropriées pour qu'un président ne puisse pas être poursuivi pour la plupart des actes accomplis dans l'exercice de ses fonctions officielles.
Les journalistes qui ont suivi les plaidoiries ont rapporté que la Cour a rejeté la prétention de Trump à bénéficier d'une immunité absolue : elle a insisté pour que soit tracée une ligne de démarcation entre les actes publics accomplis dans le cadre des fonctions présidentielles et donc couverts par l'immunité par rapport aux actes privés qui ne relèveraient ni de l'une ni de l'autre de ces deux catégories. Dans le même temps, les juges conservateurs de la Cour ont semblé estimer qu'il est nécessaire d'examiner si les actes d'accusation spécifiques à l'encontre de Trump concernent des actes publics ou privés : ils font valoir qu'il serait approprié de renvoyer l'affaire à la juridiction inférieure pour qu'elle procède à cette détermination avant le procès devant jury, ce qui aurait pour effet de réduire la probabilité que le procès de Trump se tienne avant l'élection présidentielle de 2024.

### Décision
Le 1er juillet 2024, la Cour suprême rend une décision, à 6 voix contre 3, annulant la décision de la Cour d'appel et affirmant que les présidents bénéficient d'une immunité totale contre les poursuites pénales pour les actes accomplis dans le cadre de leur autorité constitutionnelle principale en tant que président, d'une certaine immunité pour les actes officiels et d'aucune immunité pour les actes privés,. Le juge en chef de la Cour suprême, John Roberts, rédige l'avis de la majorité, selon lequel les présidents peuvent bénéficier d'une immunité absolue pour les actes liés aux principaux pouvoirs qui leur sont conférés par la Constitution, tels que le commandement de l'armée, les grâces, le veto aux lois, la supervision des relations étrangères, la gestion de l'immigration et la nomination des juges. Le juge en chef Roberts explique que ni le Congrès ni les cours ne sont habilités à limiter les pouvoirs exclusivement conférés au président par la Constitution : il délimite le champ d'application de l'immunité absolue en précisant que les actes du président ne relèvent pas de ses principaux pouvoirs constitutionnels et que l'immunité absolue ne s'étend pas à "la conduite dans les domaines où son autorité est partagée avec le Congrès",,,. Le juge en chef Roberts écrit également que d'autres actes officiels peuvent faire l'objet de poursuites, à condition qu'un procureur démontre que de telles accusations ne menacent pas le pouvoir et la fonction de l'exécutif. Les actes non officiels ne bénéficient d'aucune immunité contre les poursuites pénales. La Cour rejette l'argument de Trump selon lequel la mise en accusation et la destitution sont des conditions préalables nécessaires à l'inculpation pénale d'un président.
Le juge en chef Roberts déclare que cette décision s'applique à tous les présidents. En rédigeant cette décision, la majorité déclare que, bien que les auteurs de la Constitution ont soutenu une présidence puissante, il y a peu de preuves concernant l'immunité en particulier. C'est pourquoi la Cour s'appuie sur les principes de la séparation des pouvoirs et sur les précédents judiciaires pour rendre sa décision. L'opinion majoritaire cite les affaires Nixon v. Fitzgerald et United States v. Nixon comme des précédents qui lui permettent notamment d'élaborer sa norme en matière d'immunité présidentielle,,,,.
La Cour refuse de rejeter l'acte d'accusation contre Trump : elle estime que certains des actes spécifiques allégués sont clairement à l'abri des poursuites, tandis que d'autres nécessitent une analyse des faits. La majorité décide que les efforts présumés de Trump pour influencer le département de la Justice dans la production de listes électorales alternatives ne peuvent pas être poursuivis. La Cour suprême renvoie à la Cour de district la question de l'immunité liée aux pressions présumées de Trump sur son vice-président Mike Pence, des fonctionnaires des États et les particuliers. La Cour suprême demande également à la Cour de district d'examiner l'étendue des preuves pouvant être utilisées dans le cadre des accusations portées contre Trump, telles que ses commentaires publics,,.
Dans un avis concordant, le juge Clarence Thomas remet en question la légalité de la nomination du conseiller juridique spécial, écrivant : "S'il n'y a pas de loi établissant la fonction qu'occupe le conseiller juridique spécial, alors il ne peut pas engager ces poursuites". Le juge Thomas fait valoir que le rôle du conseiller juridique spécial devrait être établi par le Congrès et que sa nomination devrait être confirmée par le Sénat.
Dans un avis concordant, la juge Amy Coney Barrett accepte d'accorder l'immunité présidentielle pour les principaux pouvoirs constitutionnels du président. Toutefois, elle aurait appliqué une norme différente à ses autres actes officiels pour déterminer le niveau d'immunité applicable, en examinant d'abord si une loi pénale peut s'appliquer à l'acte et ensuite si elle interfère avec l'autorité constitutionnelle d'un président. En raison de l'absence d'autorité du président sur des institutions telles que les assemblées législatives des États, la juge Barrett estime que le président ne bénéficie d'aucune immunité dans ses actions à l'égard de ces dernières. Elle s'oppose également à l'interdiction faite par la majorité aux procureurs d'utiliser les actes officiels du président, pour lesquels il jouit d'une immunité, comme preuves dans une procédure,.
Dans un avis dissident, la juge Sonia Sotomayor a écrit que l'octroi de l'immunité de poursuites remodèlerait l'institution de la présidence et risquerait d'autoriser les présidents à adopter un comportement criminel. Selon elle, l'avis majoritaire élargirait effectivement le champ de ce qui peut être considéré comme des actes officiels au-delà des fonctions essentielles du président, privant ainsi les procureurs d'un moyen efficace d'engager des poursuites. La juge Sotomayor s'inquiète du fait qu'un président serait à l'abri de toute poursuite dans un certain nombre de situations hypothétiques, comme lorsqu'il ordonne l'assassinat de rivaux politiques ou qu'il accepte des pots-de-vin en échange de grâces. Elle écrit que la décision de la majorité au sujet de l'immunité présidentielle allait plus loin que ce que les fondateurs auraient reconnu. Le juge en chef Roberts répond en déclarant que l'avis de la majorité est plus restrictif que ce que la juge Sotomayor décrit et il qualifie ses scénarios hypothétiques comme alarmistes,,,,.

Dans un avis dissident distinct, la juge Ketanji Brown Jackson écrit que la décision de la majorité exigerait effectivement que le pouvoir judiciaire soit un gardien de la reddition de comptes, ce qui aurait des effets en aval, à savoir, l'affaiblissement du pouvoir du Congrès et la suppression des protections contre l'abus de pouvoir de la part du président,,,,,. Elle écrit :
La Cour vient de déclarer, pour la première fois de son histoire, que le responsable le plus puissant des États-Unis peut, dans des circonstances qui restent à déterminer, devenir lui-même la loi.

## Réactions

### Premières réactions
La plupart des commentateurs politiques et deux juridictions inférieures rejettent les demandes d'"immunité absolue" formulées par Trump. La Cour d'appel du district de Columbia, dans une décision unanime, déclare que si la théorie de l'autorité constitutionnelle de Trump est acceptée, elle "effondrerait notre système de séparation des pouvoirs" et situerait le président au-dessus de la loi.
Charlie Savage, du New York Times, écrit que la défense de l'immunité de Trump remet en question "une caractéristique de la démocratie américaine : sa méfiance à l'égard de la concentration du pouvoir". Il déclare également que "plutôt que d'avoir une présidence au moins théoriquement contrôlée par la loi, le pays serait dirigé par des présidents qui pourraient ouvertement commettre des crimes officiels en toute impunité, tant que suffisamment de législateurs resteraient des alliés suffisamment loyaux envers eux pour bloquer leur destitution".
Selon un article écrit pour Politico, l'ancien procureur fédéral Ankush Khardori écrit que les affirmations de Trump sont "ridicules" : il critique la Cour suprême pour ne pas les avoir rejetées immédiatement, et donc pour avoir potentiellement retardé les procès pénaux de Trump jusqu'après l'élection présidentielle américaine de 2024, et pour avoir "rendu des décisions ouvertement de nature politique qui sont clairement alignées sur les priorités politiques du Parti républicain".

### Réactions aux plaidoiries
Après les plaidoiries du 25 avril, divers historiens, journalistes, commentateurs, politologues et constitutionnalistes réagissent de manière extrêmement négative à ce qu'ils considèrent comme la Cour suprême semblant envisager une forme d'immunité présidentielle accordée à Trump. Nombreux sont ceux qui qualifient les arguments de Trump de ceux d'un "roi". Ils formulent un certain nombre de critiques virulentes à l'encontre des juges conservateurs, à savoir, qu'ils semblent se préoccuper davantage d'empêcher d'hypothétiques poursuites futures à l'encontre des présidents ; qu'ils réfléchissent sérieusement à la question de savoir si les assassinats, les pots-de-vin et les coups d'État militaires sont des actes "officiels" protégés, mais qu'ils ne semblent pas préoccupés par le fait que ces actes deviennent une réalité ; qu'ils favorisent Trump ; qu'ils interprètent mal la Constitution ; et qu'ils sont sur le point de perdre toute la légitimité qui leur reste.
Le juge Samuel Alito est particulièrement critiqué pour avoir demandé lors des plaidoiries : "Maintenant, si un président sortant qui perd une élection très serrée et très disputée sait qu'il y a une réelle possibilité, après qu'il a quitté ses fonctions, qu'au lieu de pouvoir jouir d'une retraite paisible, il soit poursuivi pénalement par un adversaire politique amer, est-ce que cela ne va pas nous entraîner dans un cycle qui déstabilise le fonctionnement de notre pays en tant que démocratie?" Des journalistes réagissent à ses propos en disant que, puisque, dans l'histoire des États-Unis, le transfert du pouvoir présidentiel se déroule toujours de manière pacifique — à l'exception des événements du 6 janvier 2021 —, la question du juge Alito est une manière de traiter les actions de Trump comme une nouvelle normalité. On reproche également aux juges conservateurs de la Cour d'avoir apparemment abandonné leur croyance déclarée en l'originalisme, principe qu'ils utilisent pour renverser le droit à l'avortement dans l'affaire Roe v. Wade (1973), afin de créer, dans le cas présent, une base d'immunité présidentielle qui n'existe pas dans la Constitution.
Jamie Raskin, membre démocrate de la Chambre des représentants, réagit aux plaidoiries en déclarant que "la Cour suprême devrait être transférée au siège de la Convention nationale républicaine parce qu'elle se comporte comme une bande d'agents partisans". Dans une interview accordée à l'émission Meet the Press, le chef de la minorité républicaine du Sénat, Mitch McConnell, déclare qu'il ne pense pas qu'un président doit être à l'abri de poursuites pour des actes commis dans l'exercice de ses fonctions.

### Réactions à la décision
Des juristes, des historiens et des universitaires critiquent la décision de la Cour pour avoir essentiellement remodelé les pouvoirs du président des États-Unis en limitant les contrôles de ses prérogatives,,. L'ancien conseiller juridique de la Maison Blanche, John Dean, déclare qu'en vertu de cette décision, l'ancien président Richard Nixon "aurait survécu" au scandale du Watergate, à la suite duquel il a démissionné, "parce que les preuves retenues contre lui étaient fondées sur des actes officiels que la Cour suprême a désormais considérés comme immunisés contre les poursuites judiciaires".", Plusieurs experts en droit constitutionnel déclarent que la décision met en fait un président à l'abri de toute poursuite pour avoir ordonné l'assassinat d'un rival politique, étant donné que l'exercice du commandement militaire fait partie des "pouvoirs essentiels" que lui confère la Constitution. L'ancien procureur fédéral Ankush Khardori écrit que cette décision n'est fondée ni sur le principe du textualisme ni sur celui de l'originalisme, mais qu'elle "réécrit la Constitution" et "entrera dans l'histoire comme l'une des décisions les plus effrontément politiques de l'histoire de la Cour suprême". Le Washington Post publie un article intitulé "La décision de la Cour suprême sur l'immunité de Donald Trump pose un risque pour la démocratie, selon les experts", dans lequel le journal cite les craintes exprimées par de nombreux experts juridiques qu'un futur président puisse désormais commettre des crimes en toute impunité.
Alexandria Ocasio-Cortez, membre de la Chambre des représentants, qualifie la décision "d'assaut contre la démocratie américaine" et affirme qu'elle déposera des articles de destitution contre des juges de la Cour suprême, sans préciser lesquels. Le président Joe Biden décrit la décision de la Cour suprême comme établissant un "dangereux précédent" qui "signifie presque certainement qu'il n'y a pratiquement aucune limite à ce qu'un président peut faire" dans la mesure où "les limites seront auto-imposées par le président seul". Le président Biden avertit que le retour à la présidence de Trump serait particulièrement dangereux au vu de cette décision,,.
L'ancien juge fédéral J. Michael Luttig déclare que "cette décision répréhensible de la Cour suprême ne trouve aucun appui dans la Constitution ni même dans les précédents de la Cour suprême au cours des 200 dernières années. Il va sans dire que cette décision est inconciliable avec la démocratie américaine, la Constitution et l'État de droit". :2:58 Il ajoute que "la démocratie américaine et l'État de droit constituent le cœur et l'âme de ce pays. Notre démocratie et l'État de droit sont ce qui a fait des États-Unis l'envie du monde et le phare de la liberté dans le monde depuis près de 250 ans. Aujourd'hui, la Cour suprême a ôté le cœur et l'âme de notre pays". :1:00
Sur son réseau social Truth Social, Trump commente la décision en ces termes : "GRANDE VICTOIRE POUR NOTRE CONSTITUTION ET NOTRE DÉMOCRATIE. FIER D'ÊTRE AMÉRICAIN!" L'équipe juridique de Trump et d'autres commentateurs émettent l'hypothèse que cette décision pourrait influer sur l'issue d'une autre affaire en cours contre lui concernant sa gestion de documents classifiés,. Trump et son équipe expriment également le souhait d'utiliser cette décision pour annuler ses condamnations dans l'État de New York, retardant ainsi le prononcé de sa peine dans cette affaire,.

## Voir également
- États-Unis c.Nixon
- Immunité présidentielle aux États-Unis